# Dilatris corymbosa
Dilatris corymbosa är en enhjärtbladig växtart som beskrevs av Peter Jonas Bergius. Dilatris corymbosa ingår i släktet Dilatris och familjen Haemodoraceae. Inga underarter finns listade.